# City-Tunnel Frankfurt
| S-Bahn S3 nach Bad Soden im Hauptbahnhof tief, Baureihe 420 |                                                             |                                                              |                                                              |
| Streckennummer (DB): | 3681 (aus Hbf) 3682 (nach Hbf) 3680 (Schlachthof–Offenbach) |                                                              |                                                              |
| Kursbuchstrecke (DB): | 645.1, 645.2, 645.3-4, 645.5, 645.6, 645.8-9                |                                                              |                                                              |
| Streckenlänge: | 6,36 km                                                     |                                                              |                                                              |
| Spurweite: | 1435 mm (Normalspur)                                        |                                                              |                                                              |
| Stromsystem: | 15 kV 16,7 Hz ~                                             |                                                              |                                                              |
| Maximale Neigung: | 40,0 ‰                                                      |                                                              |                                                              |
| Streckengeschwindigkeit: | 80 km/h                                                     |                                                              |                                                              |
| Zugbeeinflussung: | PZB                                                         |                                                              |                                                              |
| Zweigleisigkeit: | (durchgehend)                                               |                                                              |                                                              |
| |                                                             |                                                              |                                                              |
| \| \| \| von Frankfurt-Höchst \| \| \| \| \| von Frankfurt West \| \| \| \| \| Rampen am Hauptbahnhof \| \| \| \| 50,000 50,000 \| Frankfurt (Main) Hbf tief (Bft; bis 2018 Bf) \| Frankfurt (Main) Hbf tief (Bft; bis 2018 Bf) \| \| \| 50,802 50,801 \| Frankfurt Taunusanlage (Bft; bis 2018 Hp) \| Frankfurt Taunusanlage (Bft; bis 2018 Hp) \| \| \| 51,410 51,419 \| U-Bahn von Praunheim/Hausen \| U-Bahn von Praunheim/Hausen \| \| \| 51,558 51,565 \| Frankfurt Hauptwache (Bft; bis 2018 Bf) \| Frankfurt Hauptwache (Bft; bis 2018 Bf) \| \| \| 52,165 52,169 \| Frankfurt Konstablerwache (Bft; bis 2018 Bf) \| Frankfurt Konstablerwache (Bft; bis 2018 Bf) \| \| \| 52,248 52,248 \| U-Bahn nach Ostbahnhof/Enkheim \| U-Bahn nach Ostbahnhof/Enkheim \| \| \| 52,550 52,600 \| zur nordmainischen S-Bahn (geplant) \| zur nordmainischen S-Bahn (geplant) \| \| \| 53,043 53,058 \| Frankfurt Ostendstraße (Bft; bis 2018 Hp) \| Frankfurt Ostendstraße (Bft; bis 2018 Hp) \| \| \| 53,510 53,540 \| Städtische Verbindungsbahn \| Städtische Verbindungsbahn \| \| \| 53,517 53,541 \| Wehrkammertore \| Wehrkammertore \| \| \| 53,600 53,600 \| Main \| Main \| \| \| 53,727 53,751 \| Wehrkammertore \| Wehrkammertore \| \| \| 53,807 53,800 \| Frankfurt Schlachthof (Bft; bis 2018 Abzw) \| Frankfurt Schlachthof (Bft; bis 2018 Abzw) \| \| \| 54,362 54,395 \| Frankfurt Lokalbahnhof \| Frankfurt Lokalbahnhof \| \| \| 54,728 54,728 \| Ende Tunnel Frankfurt City (4728 m) \| Ende Tunnel Frankfurt City (4728 m) \| \| \| 54,957 54,988 \| Strecke zum Südbahnhof \| Strecke zum Südbahnhof \| \| \| \| nach Aschaffenburg Hbf (nordmainisch) \| \| \| \| 54,435 \| Frankfurt Mühlberg (Bft; bis 2018 Bf) \| Frankfurt Mühlberg (Bft; bis 2018 Bf) \| \| \| \| \| \| \| \| \| \| \| \| \| 55,446 \| Tunnelrampe Speckweg Ende Tunnel Frankfurt-Mühlberg (1633 m) \| Tunnelrampe Speckweg Ende Tunnel Frankfurt-Mühlberg (1633 m) \| \| \| \| \| \| \| \| \| Frankfurt-Oberrad (geplant) \| \| \| \| \| nach Hanau (südmainisch) \| \| \| \| \| nach Hanau Nordseite (S-Bahn) \| \| |                                                             |                                                              |                                                              |
| Strecke |                                                             | von Frankfurt-Höchst                                         | von Frankfurt-Höchst                                         |
| Abzweig geradeaus und von links |                                                             | von Frankfurt West                                           | von Frankfurt West                                           |
| Tunnelanfang |                                                             | Rampen am Hauptbahnhof                                       | Rampen am Hauptbahnhof                                       |
| S-Bahnhof (im Tunnel) | 50,000 50,000                                               | Frankfurt (Main) Hbf tief (Bft; bis 2018 Bf)                 | Frankfurt (Main) Hbf tief (Bft; bis 2018 Bf)                 |
| S-Bahn-Halt (im Tunnel) | 50,802 50,801                                               | Frankfurt Taunusanlage (Bft; bis 2018 Hp)                    | Frankfurt Taunusanlage (Bft; bis 2018 Hp)                    |
| Strecke · U-Bahn-Strecke von links (im Tunnel) | 51,410 51,419                                               | U-Bahn von Praunheim/Hausen                                  | U-Bahn von Praunheim/Hausen                                  |
| S-Bahnhof (im Tunnel) · U-Bahn-Bahnhof | 51,558 51,565                                               | Frankfurt Hauptwache (Bft; bis 2018 Bf)                      | Frankfurt Hauptwache (Bft; bis 2018 Bf)                      |
| S-Bahnhof (im Tunnel) · U-Bahn-Bahnhof | 52,165 52,169                                               | Frankfurt Konstablerwache (Bft; bis 2018 Bf)                 | Frankfurt Konstablerwache (Bft; bis 2018 Bf)                 |
| Strecke · U-Bahn-Strecke nach links (im Tunnel) | 52,248 52,248                                               | U-Bahn nach Ostbahnhof/Enkheim                               | U-Bahn nach Ostbahnhof/Enkheim                               |
| Abzweig geradeaus und ehemals nach links (im Tunnel) | 52,550 52,600                                               | zur nordmainischen S-Bahn (geplant)                          | zur nordmainischen S-Bahn (geplant)                          |
| S-Bahn-Halt (im Tunnel) | 53,043 53,058                                               | Frankfurt Ostendstraße (Bft; bis 2018 Hp)                    | Frankfurt Ostendstraße (Bft; bis 2018 Hp)                    |
| Kreuzung mit oberirdischer Strecke (im Tunnel) | 53,510 53,540                                               | Städtische Verbindungsbahn                                   | Städtische Verbindungsbahn                                   |
| Kilometer-Wechsel (im Tunnel) | 53,517 53,541                                               | Wehrkammertore                                               | Wehrkammertore                                               |
| Strecke unter Wasserlauf (im Tunnel) | 53,600 53,600                                               | Main                                                         | Main                                                         |
| Kilometer-Wechsel (im Tunnel) | 53,727 53,751                                               | Wehrkammertore                                               | Wehrkammertore                                               |
| Strecke von links (im Tunnel) · Abzweig geradeaus und nach rechts | 53,807 53,800                                               | Frankfurt Schlachthof (Bft; bis 2018 Abzw)                   | Frankfurt Schlachthof (Bft; bis 2018 Abzw)                   |
| S-Bahn-Halt (im Tunnel) · Strecke | 54,362 54,395                                               | Frankfurt Lokalbahnhof                                       | Frankfurt Lokalbahnhof                                       |
| Tunnelende · Strecke | 54,728 54,728                                               | Ende Tunnel Frankfurt City (4728 m)                          | Ende Tunnel Frankfurt City (4728 m)                          |
| Abzweig quer, nach rechts und von rechts · Kreuzung · Strecke von rechts | 54,957 54,988                                               | Strecke zum Südbahnhof                                       | Strecke zum Südbahnhof                                       |
| Strecke nach links · Kreuzung · Kreuzung geradeaus unten |                                                             | nach Aschaffenburg Hbf (nordmainisch)                        | nach Aschaffenburg Hbf (nordmainisch)                        |
| S-Bahnhof (im Tunnel) · Strecke | 54,435                                                      | Frankfurt Mühlberg (Bft; bis 2018 Bf)                        | Frankfurt Mühlberg (Bft; bis 2018 Bf)                        |
| Strecke von links · Kreuzung · Strecke nach rechts |                                                             |                                                              |                                                              |
| |                                                             |                                                              |                                                              |
| Strecke · Tunnelende | 55,446                                                      | Tunnelrampe Speckweg Ende Tunnel Frankfurt-Mühlberg (1633 m) | Tunnelrampe Speckweg Ende Tunnel Frankfurt-Mühlberg (1633 m) |
| |                                                             |                                                              |                                                              |
| Strecke · ehemaliger S-Bahn-Halt |                                                             | Frankfurt-Oberrad (geplant)                                  | Frankfurt-Oberrad (geplant)                                  |
| Strecke nach rechts · Strecke |                                                             | nach Hanau (südmainisch)                                     | nach Hanau (südmainisch)                                     |
| Strecke |                                                             | nach Hanau Nordseite (S-Bahn)                                | nach Hanau Nordseite (S-Bahn)                                |

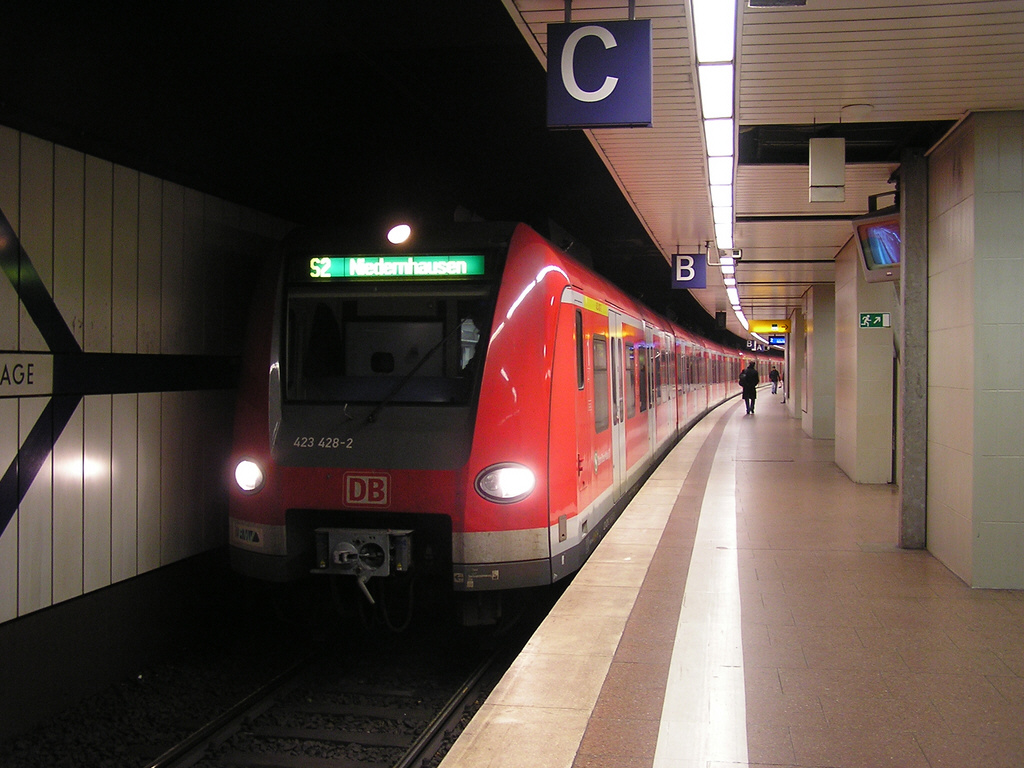
S-Bahn-Zug auf der Linie S2 in der Station Taunusanlage, Baureihe 423

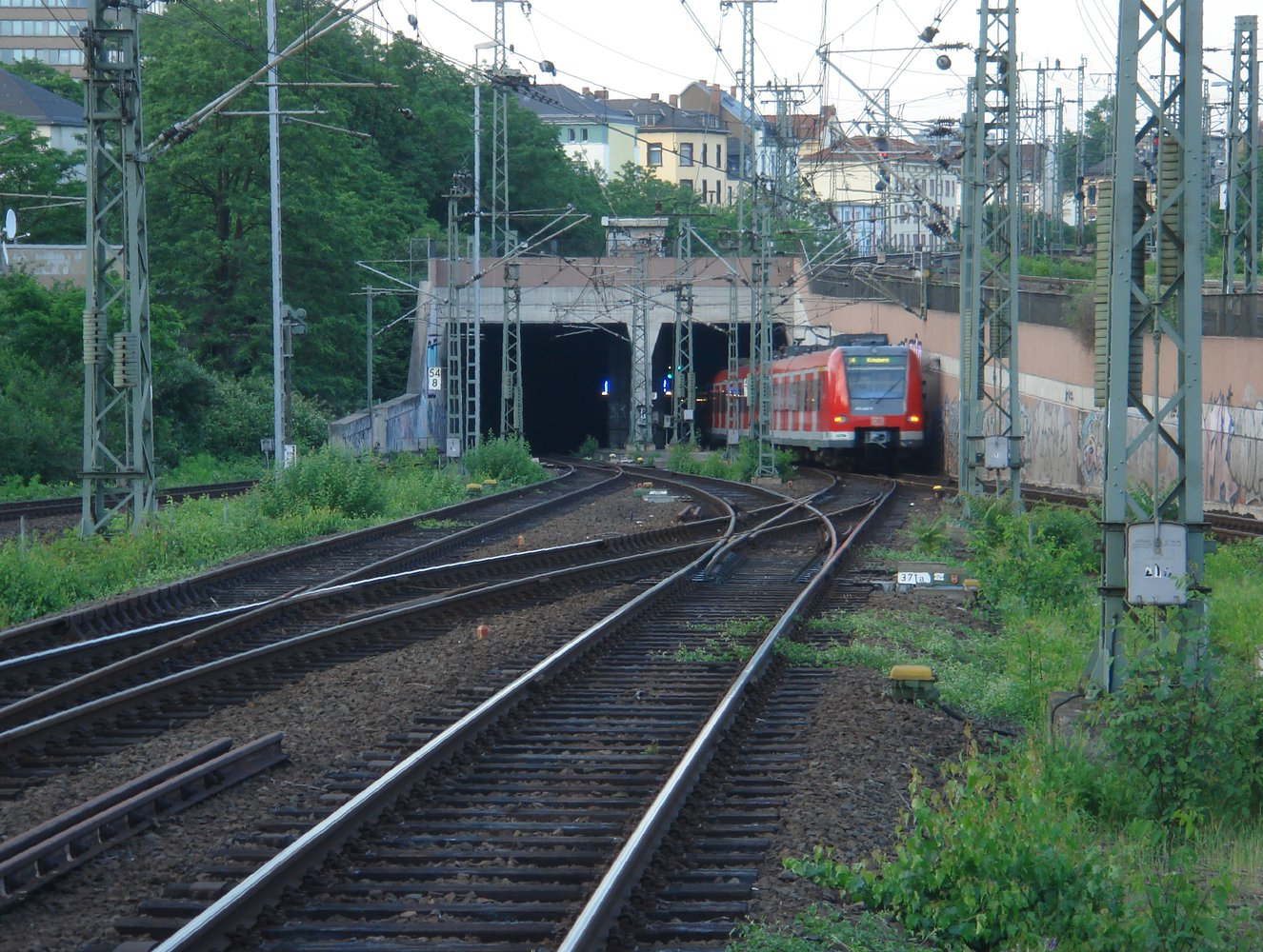
Einfahrt in den City-Tunnel am Südbahnhof

Der City-Tunnel Frankfurt ist ein zentraler Bestandteil der S-Bahn Rhein-Main. Er führt vom Frankfurter Hauptbahnhof durch die Frankfurter Innenstadt und teilt sich nach der Unterquerung des Mains in einen Ast zum Südbahnhof und einen Ast nach Frankfurt-Oberrad.
Die Länge des ursprünglichen (westlichen) Tunnels beträgt 4728 Meter, die des später ergänzten östlichen Tunnelabschnitts zusätzlich 1633 Meter. Die Länge des durchgehenden Hauptstrangs vom Hauptbahnhof bis Frankfurt Mühlberg beträgt 5446 Meter.
Uneingeschränkt dürfen im Tunnel nur Triebzüge der Baureihen 420, 423 und 430 fahren.

## Verlauf
Der City-Tunnel Frankfurt beginnt westlich des Hauptbahnhofs, wo die Bahnstrecken Frankfurt–Friedberg und Frankfurt–Eschhofen in den Tunnel führen. In Frankfurt (Main) Hbf (tief) beginnt die eigentliche Stammstrecke, bei der es sich betrieblich um zwei eingleisige parallele Bahnstrecken mit eigenen Streckennummern (3681, 3682) handelt. Diese Strecken laufen weiter durch den westlichen Ast des Tunnels und enden in Frankfurt (Main) Süd. Dort schließt sich die S-Bahn-Strecke nach Darmstadt an (siehe Bahnstrecke Frankfurt am Main–Heidelberg). Südlich des Mains zweigt die Bahnstrecke Frankfurt Schlachthof–Hanau ab, die durch den östlichen Ast des Tunnels und weiter durch den City-Tunnel Offenbach nach Hanau Hbf führt.
Die Kilometrierung der Strecken 3681 und 3682 beginnt in Frankfurt (Main) Hauptbahnhof tief mit einem Zuschlag von 50 km. Diese setzt sich auch auf den S-Bahn-Abschnitten der Ausläuferstrecken nach Hanau und nach Darmstadt fort.

## Geschichte

### Hauptbahnhof bis Konstablerwache
Im Lichte wachsender innerstädtischer Verkehrsprobleme in Frankfurt wurde in den 1960er Jahren die Idee einer innerstädtischen Verbindungsbahn trotz fehlender betriebswirtschaftlicher Rentabilität wieder aufgegriffen. 1964 schlossen die Stadt und die Bundesbahndirektion Frankfurt am Main eine Vereinbarung über die planerische, betriebliche und verkehrliche Zusammenarbeit für den Personenverkehr in und im Umfeld der Stadt. Im Juni 1966 wurde der Vorentwurf für die Verbindungsbahn dem Bundesverkehrsminister zur technischen Genehmigung vorgelegt. Über die Finanzierung konnte in Verhandlungen zwischen Bund, dem Land Hessen, der Stadt Frankfurt und der Deutschen Bundesbahn zunächst keine Einigung erzielt werden.
Am 28. Mai 1978 wurde das erste Teilstück in Betrieb genommen. Die S-Bahnen der Taunus-Eisenbahn (S1), der Main-Lahn-Bahn (S2), der Limesbahn (S3), der Kronberger Bahn (S4), der Homburger Bahn (S5) und der Main-Weser-Bahn (S6) fahren seitdem über eine bis zu 39 Promille steile Rampe in Höhe des ehemaligen Postbahnhofs von westlicher Seite in den Tunnel ein und erreichen nach knapp 500 Metern Frankfurt (Main) Hauptbahnhof (tief). Die Mainbahn (S14, heutige S8) wurde kurze Zeit später einbezogen. Bis hierhin wurde der Tunnel in offener Bauweise errichtet, wobei das Empfangsgebäude des Hauptbahnhofs in diesem Bereich vorübergehend abgetragen wurde.
Vom Hauptbahnhof aus wurde die Strecke bergmännisch gebaut. Sie unterquert das Bahnhofsviertel und erreicht nach knapp 700 Metern den Bahnhof Frankfurt (Main) Taunusanlage. Hier schwenkt der Tunnel nach Osten und trifft nach etwa 250 Metern auf den C-Tunnel der U-Bahn Frankfurt, mit dem er gemeinsam unter der Freßgass zum Bahnhof Frankfurt (Main) Hauptwache führt.
1983 wurde der City-Tunnel weitgehend in offener Bauweise 600 Meter nach Osten unter der Zeil bis zur Konstablerwache verlängert. Auch dieser Abschnitt ist ein Gemeinschaftstunnel der S-Bahn (mittig) mit der C-Linie der U-Bahn (jeweils außen), wobei die südliche U-Bahn-Strecke auf einem Teilabschnitt kurz vor der Konstablerwache wegen vorhandener Überbauung bergmännisch aufgefahren werden musste.
Vom 31. Juli bis zum 18. August 2006 wurde der fast 30 Jahre alte Tunnel bis zur Konstablerwache saniert. Dabei wurden 30 Weichen ausgetauscht. Die Kosten beliefen sich auf rund 15 Millionen Euro.

### Abzweig zum Ostbahnhof
Zwischen den Stationen Frankfurt (Main) Konstablerwache und Frankfurt (Main) Ostendstraße wurde der Anschluss für einen abzweigenden Tunnel zum Bahnhof Frankfurt (Main) Ost bereits eingebaut, durch den in Zukunft die Nordmainische S-Bahn über Maintal nach Hanau führen soll. Im Rahmen des Baus der U-Bahn am Ostbahnhof wurden gleichfalls die Voraussetzungen für die Errichtung eines S-Bahn-Tunnels geschaffen, da das durch eine geplante Überbauung später nicht mehr möglich gewesen wäre.

### Main-Unterquerung
Der nächste große Bauabschnitt folgte 1990 weiter in südöstlicher Richtung. Unter einem Häuserblock zwischen der Hanauer Landstraße und der Ostendstraße entstand die Station Ostendstraße. Die Strecke unterquert 300 Meter weiter südlich den Main. Wegen des geringen Abstandes zur Flusssohle erforderte dieser Tunnelabschnitt das Absenkverfahren: Zunächst wurden im Wasser die Baugruben ausgehoben und dann die fertigen Röhren in je zwei Hälften dort versenkt. Um ein Durchbrechen des Mains und damit ein Fluten des City-Tunnels zu verhindern, wurden im Bereich der Main-Unterquerung  spezielle Wehrkammertore eingebaut, die im Notfall vom Stellwerk Fsf aus geschlossen werden können.
Nach der Main-Unterquerung teilt sich der Tunnel: Ein Ast verläuft in Richtung Sachsenhausen, wo er unterhalb der Sachsenhäuser Altstadt Frankfurt (Main) Lokalbahnhof erreicht und danach über eine Rampe zum Bahnhof Frankfurt (Main) Süd geführt wird. Am Südbahnhof entstand ein Umsteigeknoten zwischen S-Bahn, Regional- und Fernverkehr, Straßenbahn und der A-Strecke der U-Bahn.

### Östlicher Ast
Der zweite Streckenabschnitt, der 1992 fertiggestellt wurde, zweigt nach der Mainunterquerung auf Sachsenhäuser Seite Richtung Osten ab und führt dort zum Bahnhof Frankfurt (Main) Mühlberg. Danach kommt die Bahn im Bereich des ehemaligen Bahnhofs Frankfurt-Oberrad für ca. 1,2 Kilometer wieder an die Oberfläche, bevor der City-Tunnel Offenbach beginnt, wo sich der nächste Bahnhof, Offenbach-Kaiserlei, bereits auf Offenbacher Stadtgebiet befindet.

### Ertüchtigung
Ab September 2009 wurde im City-Tunnel die Sicherungstechnik verändert. Ab 14. Juni 2010 konnte die stündliche Zugfrequenz im Tunnel von 22 auf 24 Züge pro Richtung erhöht werden. Damit wurde es möglich, die zuvor in Verkehrsspitzenzeiten im Frankfurter und im Offenbacher Hauptbahnhof endenden Züge der S2 durchzubinden. Insgesamt werden damit nun täglich 28 zusätzliche Fahrten im Tunnel angeboten. Die Ertüchtigung kostete 8,1 Millionen Euro.
Geändert wurden dabei auch die Geschwindigkeitsprüfabschnitte der punktförmigen Zugbeeinflussung, in denen ursprünglich nur „glatte“ Zahlen wie etwa 35, 25 oder 20 km/h geprüft wurden. Nun werden die Geschwindigkeiten abgeprüft, die das jeweilige notwendige Minimum darstellen, auch wenn die Zahlen „krumm“ sind, wie z. B. 31, 23 oder 18 km/h. Wenn bei der Einfahrt in eine Station das Ausfahrsignal Halt zeigt, kann daher etwas später bzw. schwächer gebremst werden, was Zeit spart. Dafür wurden auch die Standorte der Prüfabschnitte teilweise verlegt.

## Technik
Eine Reihe von Entwurfsparametern des Tunnels, sowie dessen Betriebsvorschriften weichen von den Vorschriften der Eisenbahn-Bau- und Betriebsordnung (EBO) von 1967 ab. Begründet wurde dies mit der erstmaligen Verwendung der Baureihe ET 420 und der damit verbundenen Besonderheiten (zentrale Türschließeinrichtung, erhöhte Einstiegshöhe), der besonders dichten Zugfolge in Verbindung mit einem Taktfahrplan und der daraus folgenden notwendigen raschen Betriebsabwicklung. Dies waren unter anderem:
- Einschränkung des Lichtraumprofils (1,90 m in der Breite, 10 cm weniger gegenüber dem Regellichtraum)[9]
- reduzierte Fahrdrahthöhe (4,8 Meter über Schienenoberkante)[9]
- Gleisabstand von 3,8 Meter[4]
- Aufstellung von Signalen ohne besondere Kennzeichnung links vom Gleis (nur bei eingeschränkten Raum- und Sichtverhältnissen)[9]
- Aufstellung der Signale im Abstand des reinen Betriebsbremsweges (im Gegensatz zum Bremswegabstand außerhalb des Tunnels), deshalb wird auch kein verkürzter Vorsignalabstand gesondert signalisiert.[9]
- Verzicht auf Ausfahrvorsignale (weil alle Züge planmäßig am Bahnsteig halten, dies hatte zur Folge, dass bis zur Ausstattung mit Ausfahrvorsignalen 2018 auch Leerfahrten beim Durchfahren des City-Tunnels an jedem Bahnsteig halten mussten)[9]
- zusätzlich zu den 2000-Hz-, 1000-Hz- und 500-Hz-PZB-Magneten wurden Geschwindigkeitsprüfabschnitte verlegt, um die Anpassung der Fahrgeschwindigkeit an die Signalstellung zu überwachen (Im Zuge der Sanierung 2006 wurden die 1000-Hz- und 500-Hz-Magnete ausgebaut und weitere Geschwindigkeitsprüfabschnitte verlegt, um eine Beeinträchtigung des Betriebs durch die restriktive Geschwindigkeitsüberwachung der PZB 90 zu umgehen. Dies hat zur Folge, dass Züge, die auf ein haltzeigendes Signal zufahren, eine enge Folge von Prüfabschnitten mit stellweise schnell fallenden Prüfgeschwindigkeiten durchfahren, sodass die Geschwindigkeit direkt vor dem Signal maximal 30 bis 20 km/h betragen kann.)
- Gleiswechselbetrieb wird durch Signal Hp2 angezeigt, ohne zusätzliche besondere Kennzeichnung durch Gleiswechselanzeiger[9]
- im Gegengleis sind keine Einfahrsignale aufgestellt (Ausfahrsignal einer Station war gleichzeitig Einfahrsignal der nächsten Station)[9]
- Die Station Taunusanlage wird wegen vorhandenen Einfahr- und Ausfahrsignalen als Bahnhof definiert (obwohl die Station über keinerlei Weiche verfügt, die dafür Voraussetzung wäre)[9]
- Fahren auf Sicht nur mit maximal 30 km/h erlaubt, und nur wenn die Tunnelbeleuchtung eingeschaltet ist (abweichend von maximal 40 km/h bei normalen Tunneln)[9]
- Vorsichtssignal wird automatisch am Einfahrsignal geschaltet, wenn sich ein Zug vor dem Einfahrsignal befindet und der ausfahrende Zug mit der Spitze bereits den Bahnsteig verlassen hat. Damit wurde ein Nachfahren in einen noch besetzten Abschnitt möglich, um den Verkehr zu beschleunigen (Wurde wegen der im City-Tunnel kurzen Haltabstände und der Ergänzung des Auf-Sicht-Fahrens um 400 m bis hinter das nächste Signal überflüssig und im Zuge der Sanierung 2006 abgeschaltet. Ausnahme war das Einfahrsignal des Bahnhofs Lokalbahnhof von Frankfurt Süd kommend, dass bis zur Umstellung auf das Ks-Signalsystem 2018 weiterhin das Zs7 automatisch schalten konnte)[9]
- auf das Geben des Signals Zp1 (Pfeifen) bei der Einfahrt in den Tunnel wurde verzichtet.[9]

### Stellwerk
Die Strecken wurden zunächst aus dem am 15. März 1977 in Betrieb genommenen Relaisstellwerk Fsf (Frankfurt S-Bahn Fahrdienstleiter) der Bauart Sp Dr S 60 gesteuert. Sein Stellbereich umfasste neben der Tunnelstrecken einen Teil des Bahnhofsteils Frankfurt (Main) Hoch/Tief (ehem. Fädelstelle, ermöglicht unter anderem die Zufahrt nach Frankfurt (Main) Außenbahnhof mit der ansässigen S-Bahn Werkstatt (ehem. Postbahnhof) und zum Frankfurter Hauptbahnhof) und die Abzweigstelle Frankfurt am Main Kleyerstraße. Im Stellbereich befanden sich 170 Geschwindigkeitsprüfeinrichtungen, 34 Weichen, 150 Achszähler, 154 Signale und 105 Anzeiger, die durch 160 km Kabel verbunden waren. Das Stellwerk war im Bereich des Hauptbahnhofs untergebracht.

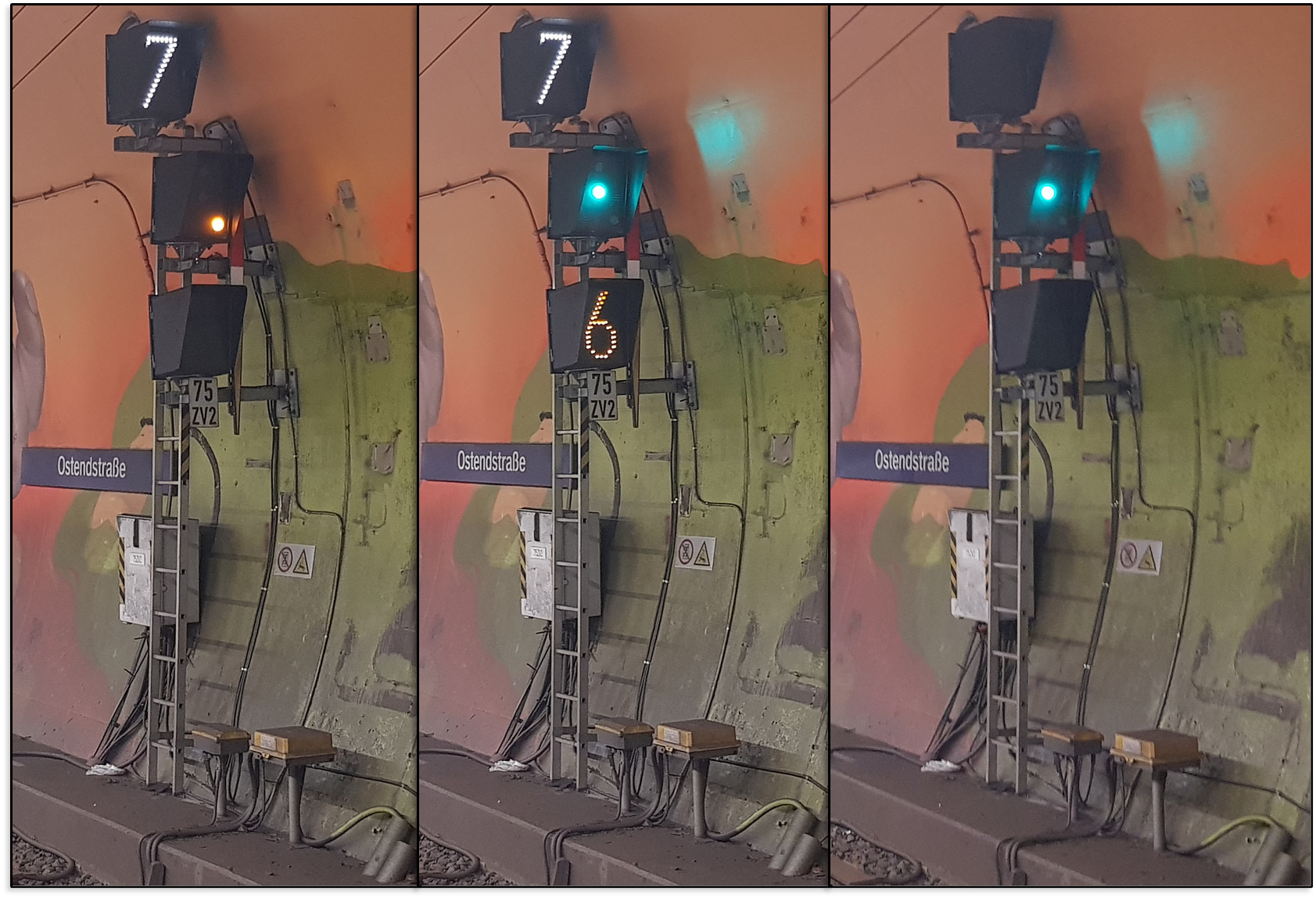
Die 2018 in Betrieb genommene Signalisierung reizt die Möglichkeiten des Ks-Signalsystems aus. Am Beispiel eines Signals an der Ostendstraße: Bei einem freien Abschnitt sind bis zu 70 km/h zulässig („Halt erwarten“ am Folgesignal), bei zwei freien Abschnitten sind 60 km/h am Folgesignal zu erwarten, bei drei freien Abschnitten bestehen keine Einschränkungen mehr (80 km/h über Folgesignal hinweg zulässig).

Das Relaisstellwerk ist im August 2018 durch das elektronische Stellwerk FFTX („Frankfurt (Main) Hbf (tief) ESTW UZ“) ersetzt worden. Die Kosten des elektronischen Stellwerks wurden mit über 100 Millionen Euro beziffert. Im Zuge dessen wurden auch die Signalanlagen modernisiert und erweitert. Zu den 48 bestehenden Hauptsignalen kamen weitere 20 hinzu. Hierzu gehörte zum Beispiel der Einbau eines zusätzlichen Blockabschnittes zwischen den Stationen Frankfurt Hbf Tief und der Station Taunusanlage und eine konsequente Ausstattung der Strecke mit Ausfahrvorsignalen um die Zugfolge erhöhen zu können. Das Signalsystem wurde von H/V-Lichtsignalen (Siemens Rastersignale in Kastenbauform) auf Ks-Signale umgestellt (Einzige Ausnahme ist das Einfahrvorsignal auf der Rampe zur Galluswarte, was aus Platzgründen noch als Rastersignal ausgebildet ist, jedoch an das Ks-Signalbild angepasst wurde). Diese neuen Signale verfügen über eine dynamische Geschwindigkeitsbegrenzung, um die Zugfolge weiter erhöhen zu können (siehe Bild rechts). Der Einbau zusätzlicher Geschwindigkeitsprüfeinrichtungen, für eine Geschwindigkeitserhöhung, ohne den Einbau einer LZB (wie 1978 ursprünglich vorgesehen), auf stellenweise 80 km/h wurde mit einem Nachtrag im Januar 2018 bekanntgemacht. Der Abschnitt Hauptwache–Konstablerwache muss wegen seinem zu kurzen Haltabstand weiterhin mit 60 km/h befahren werden, der Abschnitt Hauptwache–Taunusanlage mit 70 km/h.
Die Betriebsstellen im Tunnel – zuvor bis auf Schlachthof alles Bahnhöfe – wurden mit dem Umbau zu Bahnhofsteilen, Lokalbahnhof zu einem Haltepunkt. Damit wurde auch die Besonderheit aufgelöst, dass die Station Taunusanlage trotz fehlender Weichen ein Bahnhof war.